# لورن، ماسال‌لی
لورن (به ترکی آذربایجانی: Lürən) یک منطقهٔ مسکونی در جمهوری آذربایجان است که در شهرستان ماساللی واقع شده‌است. لورن ۸۶۹ نفر جمعیت دارد.